# Bulgariaceae
Famille
Les Bulgariaceae sont une famille de champignons ascomycètes de l'ordre des Leotiales.

## Liste des genres
- Bulgaria
- Holwaya